# 2-甲基-2-戊烯醛
2-甲基-2-戊烯醛（英語：2-Methyl-2-pentenal）是一种有机化合物，化学式C6H10O，可见于洋蔥、印度苦楝樹、梨果仙人掌等物种。它可由丙醛在氧化镁催化下于超临界二氧化碳中自缩合得到。